# Eupompha elegans
Eupompha elegans är en skalbaggsart som först beskrevs av Leconte 1852.  Eupompha elegans ingår i släktet Eupompha och familjen oljebaggar. Inga underarter finns listade i Catalogue of Life.